# Lago ex SNIA - Viscosa
Il lago Ex SNIA - Viscosa, più brevemente lago Ex SNIA o lago Bullicante, è uno specchio d'acqua di Roma, alimentato dalle acque sorgive dell'antico fosso della Marranella. È ubicato nel V Municipio capitolino, nella parte orientale della città. La sua genesi, del tutto accidentale, risale agli anni novanta del Novecento e si deve agli avventati lavori di sbancamento in un cantiere per la costruzione di un parcheggio sotterraneo.
È uno dei pochissimi casi conosciuti di rinaturazione spontanea avvenuti in Europa; lo specchio d'acqua e il territorio immediatamente circostante, nonostante siano situati al centro di una zona di Roma ampiamente popolata e antropizzata, danno asilo a 358 specie vegetali spontanee e 133 specie coltivate, e a quasi novanta specie di avifauna, incluse nove di interesse comunitario, tra cui l'airone rosso, il martin pescatore, la sgarza ciuffetto e il falco pellegrino. Il peculiare fenomeno ha destato l'interesse scientifico di ricercatori e università europee che hanno condotto studi e indagini sul luogo.

## Storia

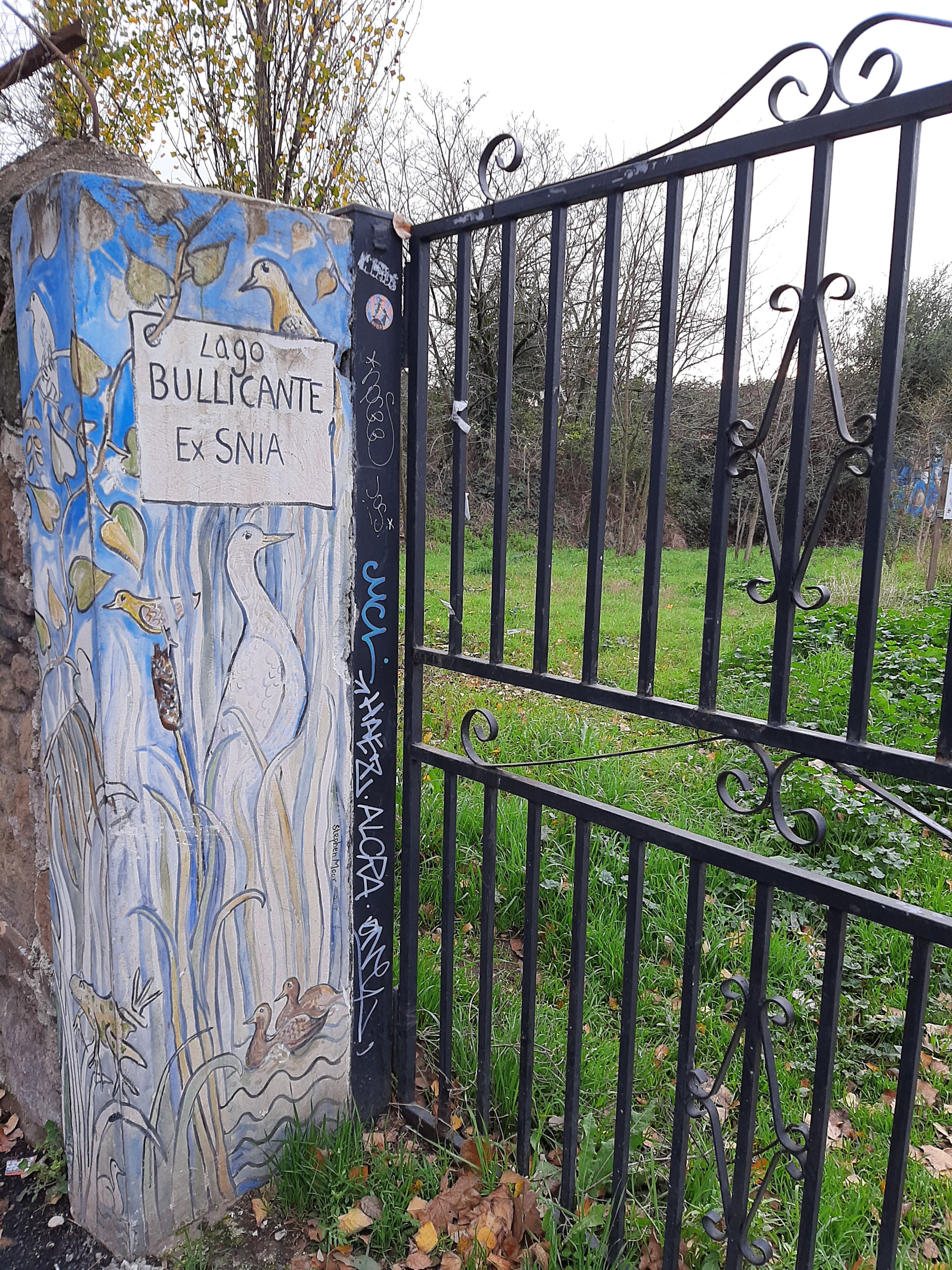
Ingresso principale del lago, su via di Portonaccio

Situato in una posizione incuneata fra il quartiere Pigneto, via Prenestina, via di Portonaccio e il quartiere di Casal Bertone, il lago Ex SNIA sorge su un'area industriale dismessa che aveva ospitato l'opificio della CISA Viscosa, il cui stabilimento fu chiuso nel 1954. I terreni del complesso industriale confluirono nel patrimonio della SNIA Viscosa nel 1969, che aveva incorporato per fusione la CISA. Nel 1982 la proprietà cedette terreni e immobili alla Società Immobiliare Snia S.r.l. che li rivendette nel marzo 1990 a un'immobiliare, la Società Pinciana 188 S.r.l. Nell'aprile dello stesso anno, la proprietà ottiene la concessione edilizia per la costruzione di un immobile con destinazione produttiva. Nel novembre 1990 la società immobiliare viene acquisita dalla Ponente 1978 S.r.l., società di proprietà dell'imprenditore edile Antonio Pulcini.

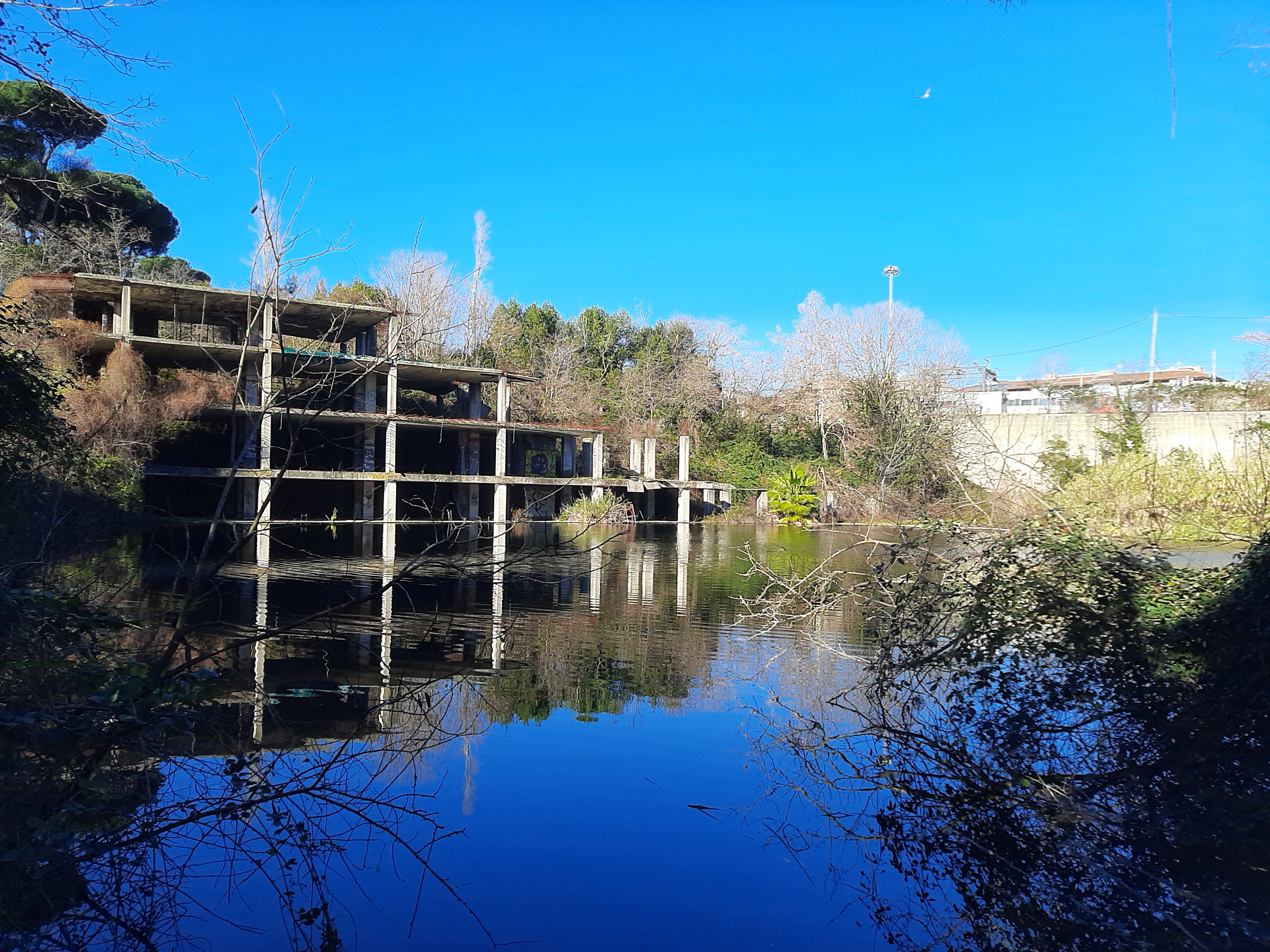
Scheletri di edifici incompiuti, risalenti al fallito progetto degli anni 1990

Nel 1992 una ditta riconducibile allo stesso imprenditore Antonio Pulcini, durante gli scavi per la costruzione di un parcheggio, annesso a quello che sarebbe dovuto diventare un grande centro commerciale, intercettò una falda acquifera a soli dieci metri sotto il piano, causando l'allagamento del cantiere.
Evidentemente si era fatta poca attenzione alla storia della località, chiamata Acqua Bullicante (una delle vie principali del quartiere a poche decine di metri dal sito, porta infatti tale nome) e non si sapeva che lì sotto scorreva il fosso della Marranella, mentre ancora più in profondità, a soli 5 metri dal piano di campagna, si trovava una falda acquifera di acqua minerale proveniente dai depositi del vulcano dei Colli Albani. Durante gli scavi fu intercettata la falda che cominciò a sgorgare e a riempire l'invaso artificiale creatosi con i lavori. All'inizio, nel tentativo di scongiurare il prevedibile blocco dei lavori, la società di costruzioni mise in atto l'espediente di deviare il flusso d'acqua convogliandolo nelle fognature. Il rimedio si rivelò maldestro e determinò il sovraccarico delle fogne e l'esplosione delle condotte, con conseguente allagamento di largo Preneste. L'acqua finì con l'invadere l'invaso artificiale rendendo l'area impraticabile a ulteriori lavori di sbancamento e costruzione, determinando, così, la creazione di un laghetto che la vena continua ad alimentare garantendone l'equilibrio idrico.
L'evento mosse comitati cittadini a interrogarsi sulla bontà del progetto e a presentare un esposto alla Procura di Roma sulla liceità della concessione edilizia. Successive indagini e il conseguente giudizio penale avrebbero attestato la falsificazione della planimetria e quindi l'irregolarità delle opere effettuate. Nel 1993 con ordinanza n.155 della VI Circoscrizione del Comune di Roma fu ordinata la demolizione delle opere eseguite. Il costruttore presentò ricorso avverso l'ordinanza di demolizione; il ricorso fu parzialmente accolto nel 2010 a causa dell'inerzia del Comune a difendersi.
Il 30 giugno del 2020, con decreto del Presidente della Regione Lazio nº T00108 è stato istituito il monumento naturale denominato Lago Ex SNIA - Viscosa, ma nulla è stato fatto per rimuovere dall'area i manufatti risalenti al cantiere degli anni 1990.
Nonostante parte dell'area sia stata dichiarata monumento naturale, progetti edilizi di costruzione intensiva nelle aree non espropriate e limitrofe al lago, fanno temere per la salute dell'ecosistema, simbolo dell'autorigenerazione naturalistica. Nel novembre del 2023 i comitati cittadini si sono rivolti nuovamente all'amministrazione comunale affinché si adoperi per la tutela del sito, continuando l'esproprio di tutta l'area.
Il lago Bullicante è gemellato con il lago antropogenico sorto nel Marais Wiels, che si trova nel comune di Forest nella Regione di Bruxelles-Capitale. A settembre 2022, a Roma, si è celebrato il rito del gemellaggio per riconoscere le comuni vicende e iniziare un percorso di valorizzazione comune.

## Territorio

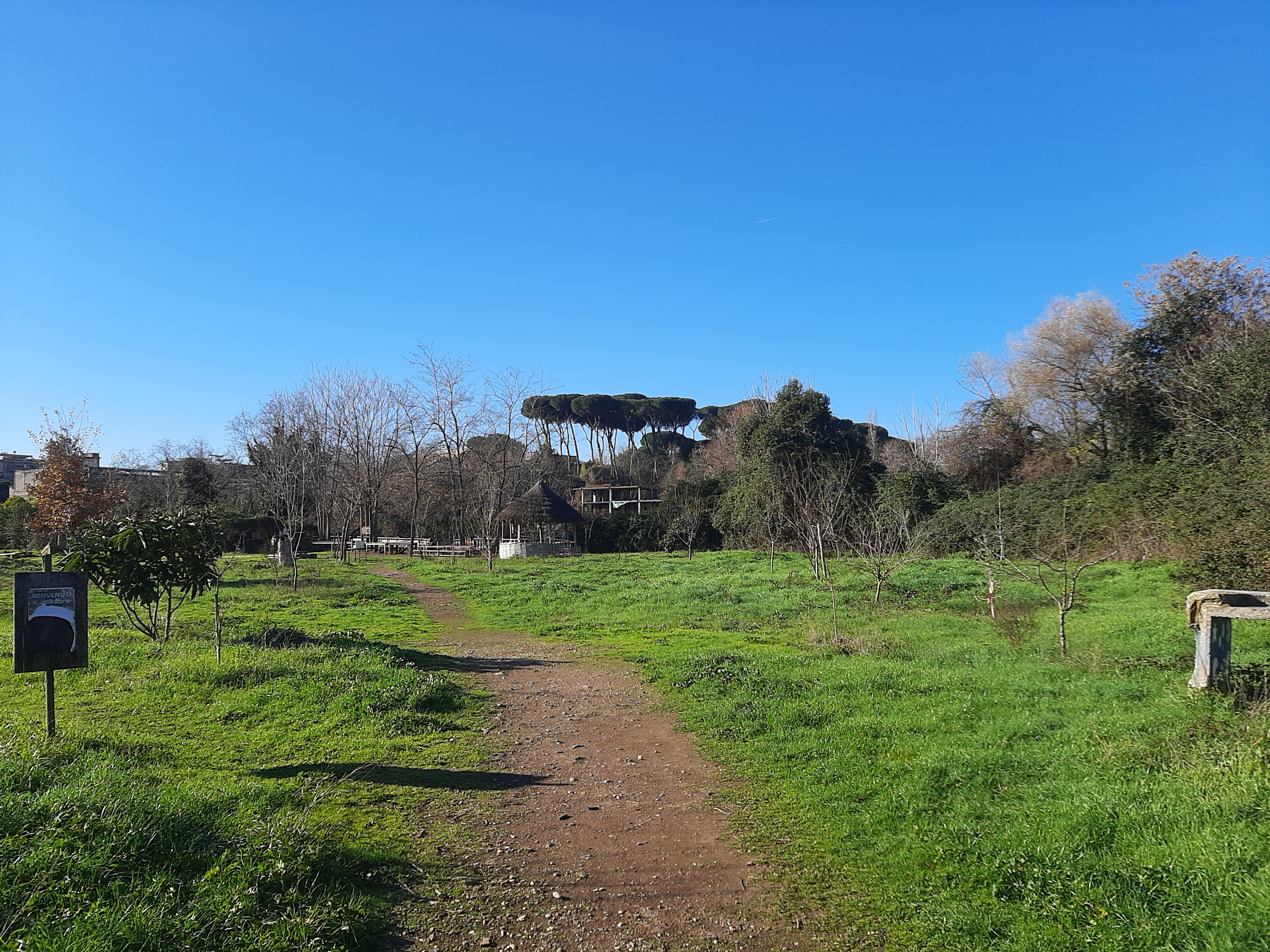
Viale d'ingresso al lago

Il lago è all'interno del parco pubblico detto "delle Energie", in una zona sottoposta a vincoli paesaggistici e archeologici. Le sue acque sono pulite e potenzialmente balneabili ed è possibile attraversarlo in canoa. Per estensione della superficie supera il laghetto di Villa Borghese e per questo è il più grande all'interno dell'anello ferroviario che cinge la capitale.
La posizione del sito contribuisce alla rilevante biodiversità faunistica presente: il lago si colloca in prossimità delle direttrici di spostamento dell'avifauna, non lontano da altre zone umide quali l'Aniene e il parco della Cervelletta, costituendo uno dei pochissimi ambienti naturali dell'area, scelto come punto di sosta e di riposo da numerose specie all'interno di una zona ad altissima urbanizzazione.

## Biodiversità

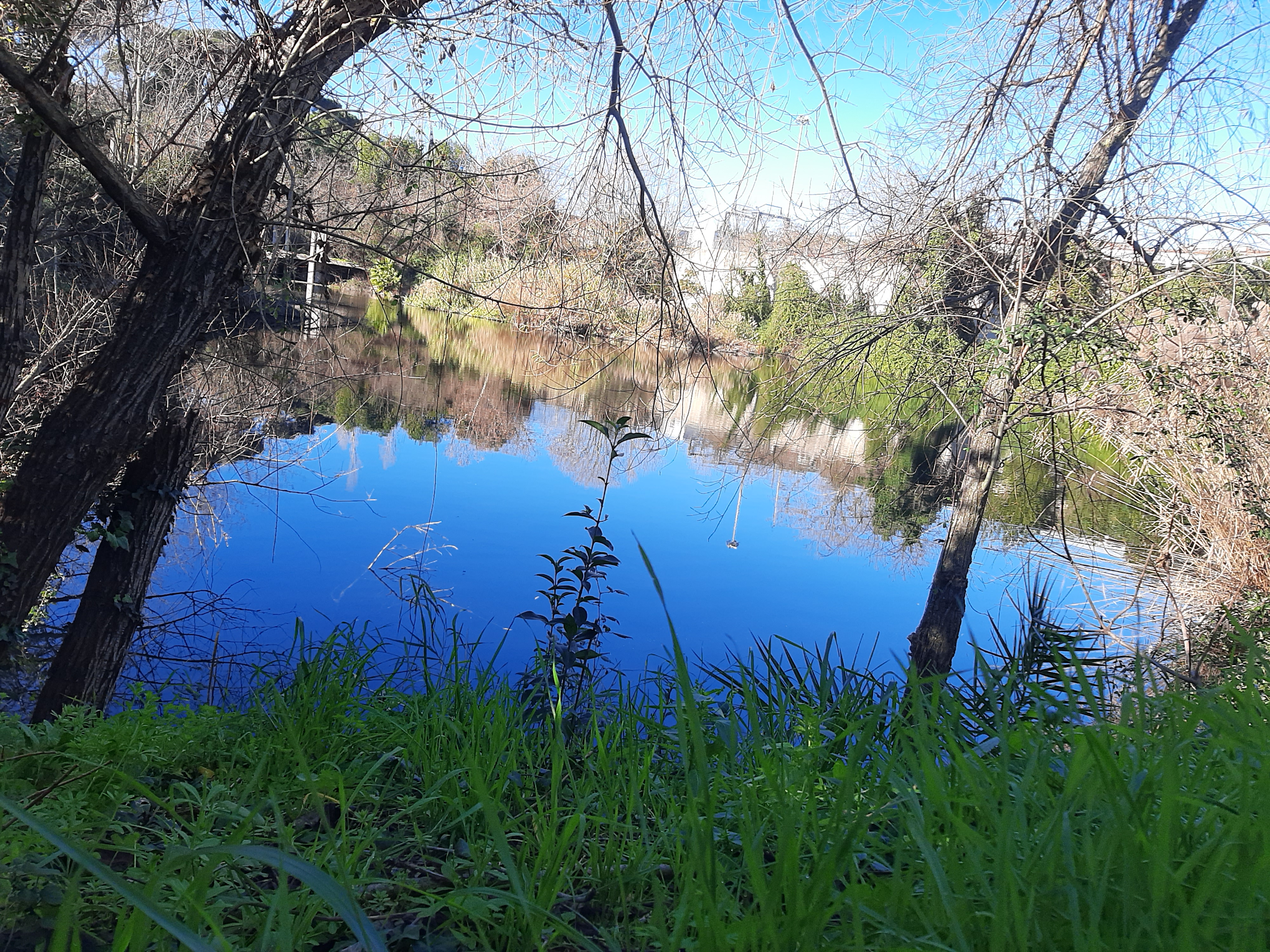
Le sponde del lago

Il lago presenta una ricca biodiversità, favorita, secondo uno studio dell'ISPRA del 2022, dall'habitat lacustre che presenta ambienti di rilevante interesse naturalistico, importanti per la ricolonizzazione di specie sia vegetali sia animali.

### Flora
La vegetazione rilevata nell'area comprende 358 specie spontanee e 133 specie coltivate. La flora catalogata appartenente a undici comunità vegetali e, anche se in alcune di esse sono preponderanti specie esotiche, nel complesso l'habitat può essere considerato naturale o seminaturale. I ruderi presenti aiutano l'insediamento di piante come il pino d'Aleppo e l'alaterno. Sono presenti anche il trifoglio scabro e la costolina annuale, diffuse nell'ambiente rurale laziale, ma difficilmente presenti nell'ambiente urbano.
Sui bordi del lago sono cresciute spontaneamente la cannuccia palustre, il salice bianco, il pioppo bianco e il pioppo nero.

### Fauna
Sono state censite nell'area quasi novanta specie di uccelli comprese nove di interesse comunitario, il mignattaio, il tarabusino, la nitticora, la sgarza ciuffetto, l'airone rosso, la garzetta, il falco di palude, il martin pescatore e il falco pellegrino. Sono state catalogate trenta specie di libellule, quasi un terzo di tutte le quelle censite in Italia. Nei prati circostanti, nidificano i fagiani. Tra i ruderi della fabbrica dismessa, oltre al falco pellegrino, è stata avvistata la civetta. Sono state osservate regolarmente quattro specie di chirotteri: il pipistrello pigmeo, il pipistrello di Savi, il pipistrello albolimbato e il pipistrello nano. Sporadicamente sono state avvistate delle volpi.

## Accesso
Per accedere al lago è possibile entrare nel Parco delle Energie accedendo dal civico n.230 di via di Portonaccio.

## Nella cultura di massa
Al lago, nel 2014, è stata dedicata la canzone Il lago che combatte del gruppo Assalti Frontali in collaborazione con il gruppo Il Muro del Canto.
Il fumettista Zerocalcare ha dedicato un calendario al lago nel 2017.

### Esplicative
1. ↑  Seppure alcune fonti riportino anche il nome "Lago Sandro Pertini" (p.es. Iannone), tuttavia non sono noti documenti che attestino tale toponimo, che sembrerebbe quindi arbitrariamente attribuito e non diffuso sul territorio (cfr. Martino).

### Bibliografiche
1. 1 2   Giulia Barra, E a Roma saltò fuori un lago, su comune-info.net, 5 dicembre 2013. URL consultato il 3 ottobre 2023 (archiviato il 28 giugno 2018).
2. 1 2  Colucci e Iannone.
3. ↑  Boato.
4. ↑  Iannone.
5. 1 2 3 4 5 6 7   Simone Valeri, Roma, l'incredibile storia del lago ex SNIA, in L'Indipendente, 14 ottobre 2022.
6. 1 2   Ylenia Sina, Il lago nel cuore di Roma che rischia di scomparire, su Internazionale, 19 gennaio 2023. URL consultato il 12 gennaio 2024.
7. 1 2   Ylenia Sina, Roma, la mobilitazione dei cittadini in difesa del lago sorto dal cemento, in il manifesto, 1º dicembre 2022.
8. ↑   Cronistoria della lotta, su Lago eXSnia Lago per Tutt* Cemento per Nessuno. URL consultato il 5 gennaio 2024.
9. ↑   Fabio Balocco, Roma, lago Ex Snia: un miracolo in mezzo ai palazzi del Prenestino, su ilfattoquotidiano.it. URL consultato il 3 giugno 2018.
10. ↑   Gianluca Schinaia, Storia del lago scoperto per caso a Roma, che ora rischia di scomparire, su Wired, 25 gennaio 2023. URL consultato il 28 gennaio 2023.
11. ↑  Boccacci.
12. ↑   Ente Regionale RomaNatura - Monumento Naturale Lago ex SNIA - Viscosa, su parchilazio.it. URL consultato il 19 settembre 2023.
13. ↑   Giuliano Santoro, L'ex-Snia interroga Gualtieri. «Esproprio e parco pubblico», in il manifesto, 16 novembre 2023.
14. ↑  (FR) Jumelage entre le Marais Wiels et le lac Bullicante, su ieb.be, 22 settembre 2022. URL consultato il 20 maggio 2024.
15. ↑   Lago Bullicante e Marais Wiels, inselvatichimento vs speculazione, su ilgiornaledellarchitettura.com.
16. ↑   Il lago Sandro Pertini è il più grande di Roma e si nasconde tra le case, su siviaggia.it, 18 maggio 2016. URL consultato il 5 gennaio 2024.
17. 1 2 3   AA.VV., Un ecosistema emergente:il lago Bullicante a Roma, in Geologia dell’Ambiente, Società Italiana di Geologia Ambientale, ISSN 1591-5352 (WC · ACNP).
18. ↑  Palmisano
19. ↑   "Monumento naturale Lago ex SNIA Viscosa" La rinaturazione al centro della città, su parchilazio.it, 5 dicembre 2021. URL consultato il 6 gennaio 2024.
20. ↑   Il lago che combatte: un rap per salvare l’Ex Snia, in Roma Today, 21 luglio 2014. URL consultato il 19 settembre 2023.
21. ↑   Elena Bonelli, La canzone romana, Roma, Newton Compton Editori, 2021, ISBN 9788822760340.
22. ↑   Lago Ex Snia: il calendario di Zerocalcare per contribuire all'apertura, su RomaToday. URL consultato il 26 marzo 2024.